# Alen Šket
Alen Šket (Slovenska Bistrica, 28 marzo 1988) è un pallavolista sloveno, schiacciatore dell'ACH Volley.

## Carriera

### Club
La carriera di Alen Šket inizia in Slovenia, dove partecipa ai campionati giovanili con la maglia dello Svit. Dopo il trasferimento al Maribor, inizia la propria carriera professionistica in 1. DOL: dalla stagione 2008-09 entra a far parte della rosa dell'ACH Volley, con cui ottiene la vittoria di cinque scudetti e cinque coppe nazionali, oltre a tre Middle European League.
Dalla stagione 2013-14 gioca nel massimo campionato italiano con Modena, categoria dove milita anche nella stagione 2014-15 con Molfetta. È ancora in Serie A1 nella stagione 2015-16 con la Top Volley Latina.
Per il campionato 2016-17 veste la maglia del Fenerbahçe, nella Efeler Ligi turca, conquistando in due annate la Coppa di Turchia 2016-17 e la Supercoppa turca 2017. Nella stagione 2018-19 si trasferisce all'Halkbank, sempre nel massimo campionato turco, dove conquista un'altra supercoppa nazionale, mentre in 
quella seguente è impegnato nel massimo campionato polacco, dove vesta la maglia dello Czarni Radom.
Nel campionato 2020-21 è nuovamente in Efeler Ligi, questa volta con l'Afyon, da quale viene però svincolato dopo qualche settimana: lasciata la Turchia è di ritorno in patria, dove firma per il resto dell'annata col Maribor, con cui si aggiudica lo scudetto, mentre nel campionato seguente torna a difendere i colori dell'ACH Volley, vincendo altri tre campionati, due Coppe di Slovenia e due Middle European Ligue.

### Nazionale
Nel 2006 arrivano le prime convocazioni nella nazionale slovena, con cui in seguito conquista la medaglia di bronzo alla European League del 2011. Nel 2015 vince la medaglia d'oro alla European League e quella d'argento al campionato europeo. Nel 2019 conquista la medaglia d'oro alla Volleyball Challenger Cup e quella d'argento al campionato europeo, bissata anche nell'edizione 2021.

## Palmarès

### Club
- Campionato sloveno: 9

2008-09, 2009-10, 2010-11, 2011-12, 2012-13, 2020-21, 2021-22, 2022-23, 2023-24
- Coppa di Slovenia: 7

2008-09, 2009-10, 2010-11, 2011-12, 2012-13, 2021-22, 2022-23
- Coppa di Turchia: 1

2016-17
- Supercoppa turca: 2

2017, 2018
- Middle European League: 3

2009-10, 2010-11, 2012-13, 2021-22, 2022-23

### Nazionale (competizioni minori)
- European League 2011
- European League 2015
- Volleyball Challenger Cup 2019